# Anaea suprema
Anaea suprema är en fjärilsart som beskrevs av Johannes Karl Max Röber 1924. Anaea suprema ingår i släktet Anaea och familjen praktfjärilar. Inga underarter finns listade i Catalogue of Life.